# Baldassarre Fontana
Baldassarre Fontana (Chiasso, 26 giugno 1661 – Chiasso, 6 ottobre 1733) è stato un architetto e stuccatore svizzero-italiano.

## Biografia

### Gli esordi

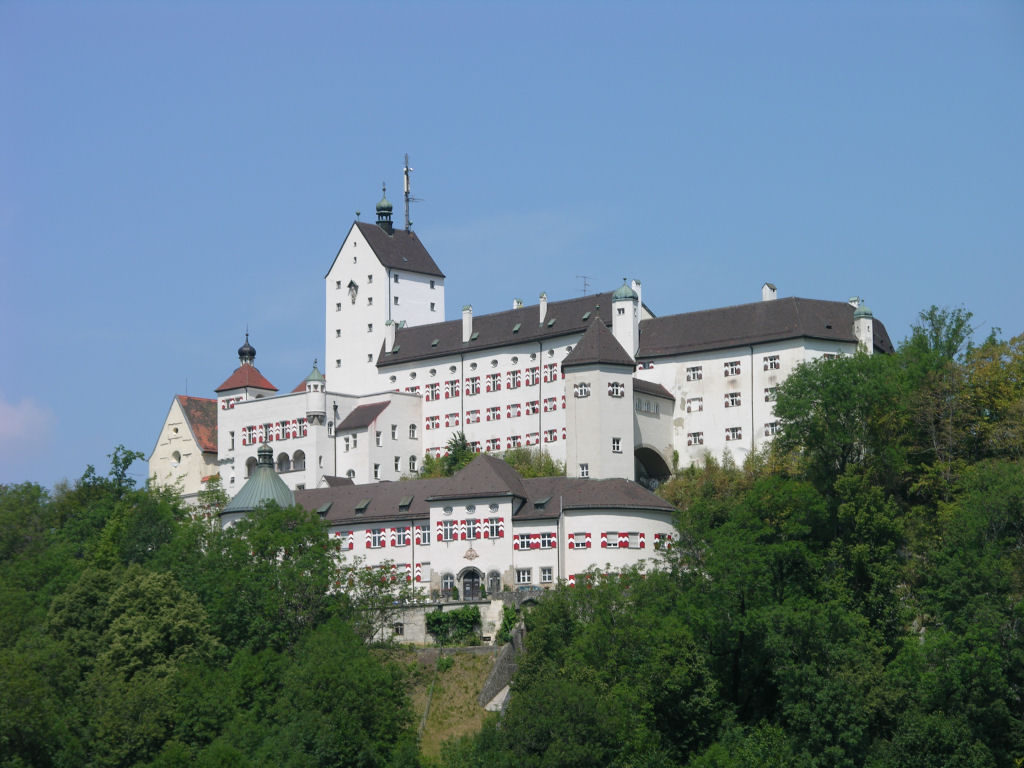
Il castello di Hohenaschau, Aschau im Chiemgau

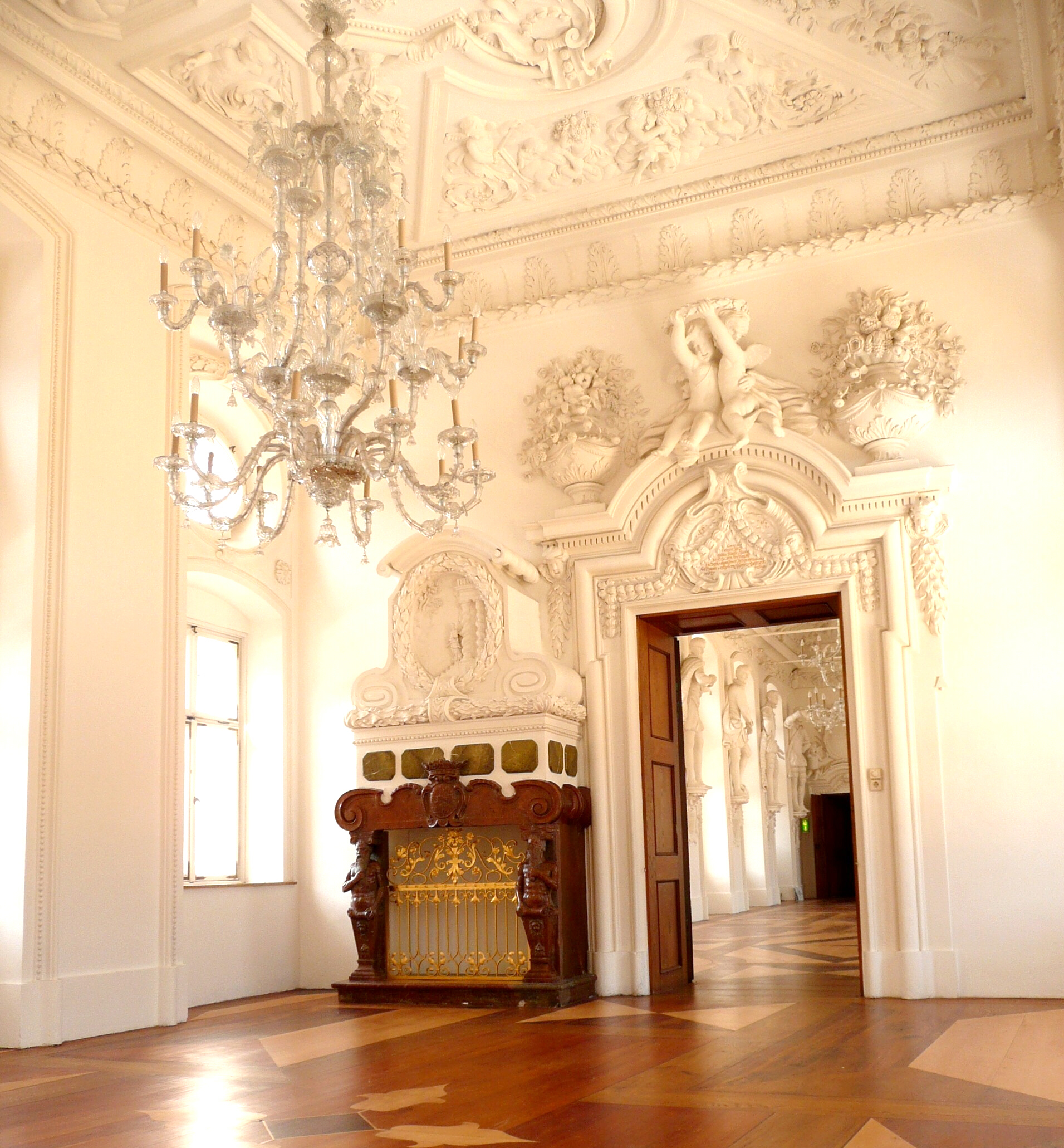
Castello di Hohenaschau: Stucchi della Ahnensaal

Figlio di Pietro Martire e di Anna Maria Girola, si trasferisce in giovanissima età a Roma presso la bottega dello scultore Ercole Antonio Raggi; nel 1683 lavora alla decorazione del castello di Hohenaschau ad Aschau im Chiemgau, sul lago Chimsee in Alta Baviera.
Nel 1688 lo ritroviamo in Moravia presso il principe arcivescovo di Olomouc, come collaboratore dell'architetto ticinese Giovanni Pietro Tencalla. Nel 1689 si sposa con Maria Elisabetta Gilardoni.

### Artista in Moravia e Polonia
Fra il 1693 ed il 1705 dirige i lavori della chiesa di Sant'Anna a Cracovia, sia come progettista sia come decoratore.

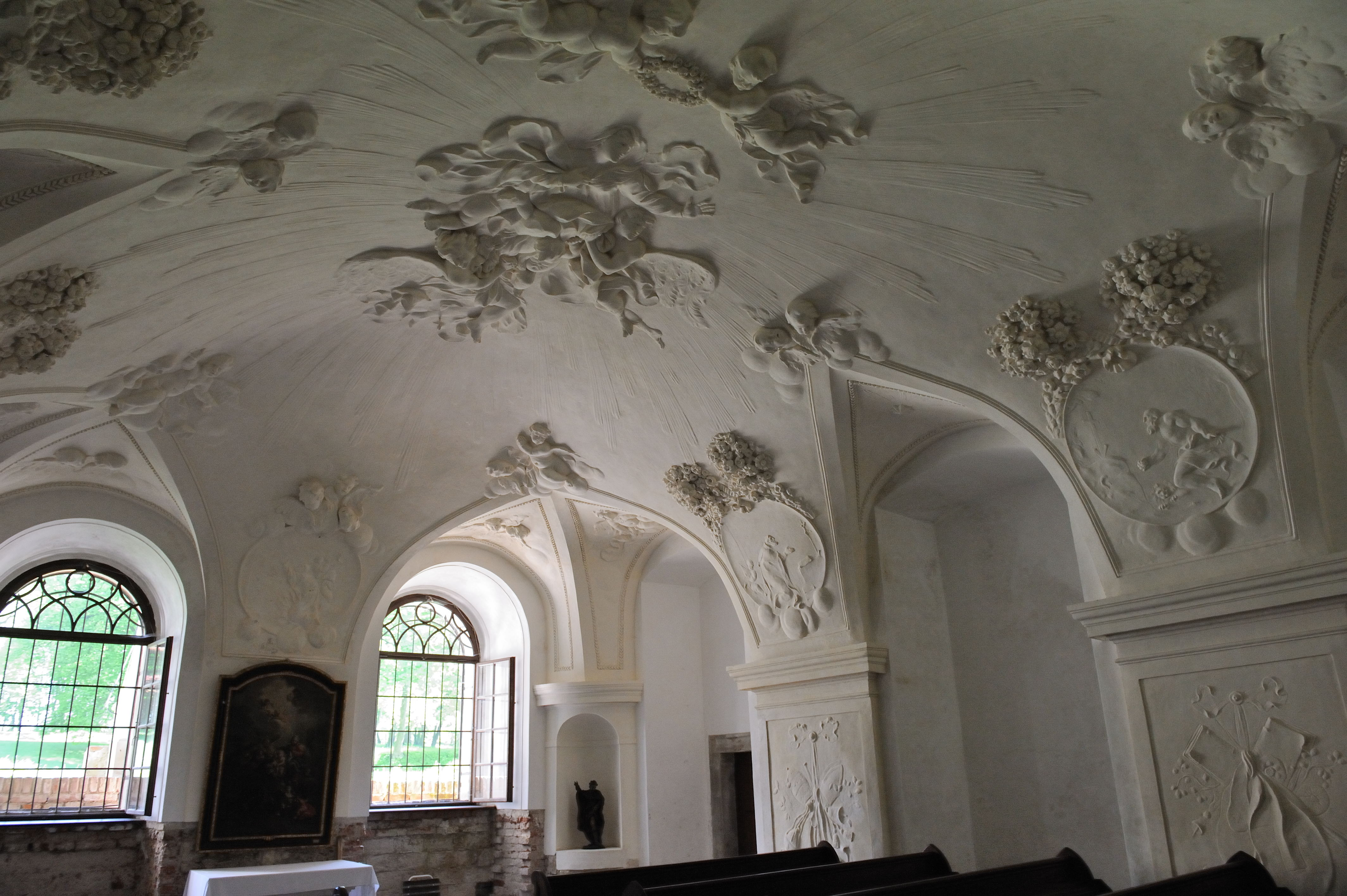
La cappella del Castello di Uherčice - Baldassarre Fontana